# Between the Earth and the Stars
«Between the Earth and the Stars» (укр. «Між Землею і зірками») — сімнадцятий студійний альбом валлійської співачки Бонні Тайлер, випущений 15 березня 2019 року лейблом «earMUSIC». Продюсуванням займався Девід Макей.

## Передумови
У жовтні 2014 року «Daily Sabah» опублікували неправильно процитоване інтерв'ю Тайлер, у якому повідомлялося що вона почала співпрацювати з Джимом Стейнменом для створення її сімнадцятого студійного альбому. В інтерв'ю вона сказала: «Ми вибираємо пісні про кохання, а мелодії Джима просто приголомшливі, ми вже обрали кілька чудових рок-композицій» Пізніше ці цитати видалили з первісної статті.
Після виходу альбому «Rocks and Honey» 2013 року Тайлер сказала португальській радіостанції «Kiss FM», що очікувала, що він буде останнім. 2017 року вона оголосила, що була натхненна записати ще один альбом після того, як почула «фантастичні нові пісні», написані для неї Кевіном Данном, який грав на бас-гітарі в її першому гурті на початку 1970-х років. У грудні 2016 року вона відвідала студію «Cash Cabin» в Нашвіллі, де розпочала запис альбому з продюсером Джоном Кешем. 2018 року Тайлер оголосила, що замість Кеша вона буде працювати з Девідом Макеєм, який продюсував її перші два альбоми, «The World Starts Tonight» (1977) і «Natural Force» (1978). Талер і Маккей також співпрацювали під час запису альбому британського співака Френкі Міллера «Double Take» (2016).
У серпні 2018 року видання «The Sun» помилково повідомило, що Тайлер записала альбом в дуеті з Родом Стюартом. В іншому інтерв'ю «Kiss FM» Тайлер пояснила, що вони записали лише одну пісню, пізніше розкривши її назву — «Battle of the Sexes».
Заголовний трек «Between the Earth and the Stars» був кавером пісні американського співака Джеффа Вуда з його однойменного альбому 1997 року. «Don't Push Your Luck» була кавером пісні англійської співачки Лоррейн Кросбі з її альбому «Mrs Loud» (2008). «Slow Walk» була кавером пісні австралійського співака Браяна Кедда і гурту «The Bootleg Family Band» з альбому «Bulletproof» (2016). «Someone's Rockin' Your Heart», записана в дуеті з музикантом Френсісом Россі з гурту «Status Quo», була кавером спільної пісні Россі і Боба Янга з альбому «Status Quo» «Aquostic II: That's a Fact!» 2016 року, де вона мала назву «Is Someone Rocking Your Heart?».
Крім цього, до альбому увійшли три кавери пісень англійської співачки Емі Водж («Older» з її альбому «Amy Wadge» (2016), «Bad for Loving You» з її альбому «Walking Disaster» (2018) року і «To the Moon and Back» з її альбому «Recovery» (2014)), яка також заспівала бек-вокал.

## Обкладинка і оформлення
Обкладинка «Between the Earth and the Stars» представлена фотографією Бонні Тайлер, зробленою Тіною Корхонен.

## Просування
У березні 2018 року Тайлер оголосила про свою співпрацю з Девідом Макеєм на телешоу «Джейн Макдональд і друзі». У жовтні вона з'явилася на шоу «Доброго ранку, Америко». 31 грудня 2018 року на підтримку свого нового альбому та майбутнього туру Тайлер виступила біля Бранденбурзьких воріт у Берліні. 22 січня сайт Тайлер закрився, залишивши повідомлення: «Завітайте до нас 31 січня 2019 року, щоб почути захоплююче оголошення!». Наступного дня сайт знову відкрився з новим дизайном, на ньому з'явився короткий відеодокументальний фільм з прев'ю вибраних треків та інтерв'ю з Тайлер і Макеєм.

### Сингли
1 лютого 2019 року вийшов єдиний сингл альбому «Hold On».

### Тур
28 жовтня 2018 року Тайлер оголосила про початок гастролей на підтримку альбому «Between the Earth and the Stars Live Tour». Тур розпочався 28 квітня 2019 року в цирку «Krone» в Мюнхені (Німеччина), і завершився 1 червня 2019 року на «W-фестивалі» у Франкфурті (Німеччина), який складався з 23 концертів в Німеччині, Бельгії, Нідерландах, Швейцарії, Люксембурзі, Франції та Австрії.

## Трек-лист
| #     | Назва                                              | Автор                                                        | Тривалість |
| ----- | -------------------------------------------------- | ------------------------------------------------------------ | ---------- |
| 1.    | «Hold On»                                          | Девід Макей Кевін Данн                                       | 3:18       |
| 2.    | «Battle of the Sexes» (з Родом Стюартом)           | Кріс Норман Джефф Карлін                                     | 3:47       |
| 3.    | «Slow Walk»                                        | Браян Кедд Джон Белленд                                      | 3:13       |
| 4.    | «Seven Waves Away»                                 | Александра Ґібб Баррі Ґібб Даг Емері Стів Ґібб               | 3:44       |
| 5.    | «Someone's Rockin' Your Heart» (з Френсісом Россі) | Френсіс Россі Боб Янг                                        | 3:01       |
| 6.    | «Older»                                            | Емі Водж                                                     | 3:41       |
| 7.    | «Taking Control» (з Кліфом Річардом)               | Боббі Вумек                                                  | 3:36       |
| 8.    | «Between the Earth and the Stars»                  | Річард Волд Джон Девід                                       | 3:55       |
| 9.    | «Don't Push Your Luck»                             | Стюарт Емерсон                                               | 3:07       |
| 10.   | «To the Moon and Back»                             | Емі Водж                                                     | 3:41       |
| 11.   | «Bad for Loving You»                               | Емі Водж Марті Магвайр                                       | 2:57       |
| 12.   | «Let's Go Crazy Tonight»                           | Боб Гафф Девід Макей Річард Клендер Рон Бекетт Тед Вінчестер | 3:00       |
| 13.   | «Missing You»                                      | Девід Макей Кевін Данн                                       | 3:53       |
| 14.   | «Move»                                             | Рейчел Моррісон Том Моррісон                                 | 3:41       |
| 48:34 |                                                    |                                                              |            |

## Чарти
| Чарт (2019)                                  | Позиція |
| -------------------------------------------- | ------- |
| Австрія Austrian Albums (Ö3 Austria)         | 24      |
| Бельгія Belgian Albums (Ultratop Wallonia)   | 164     |
| Франція French Albums (SNEP)                 | 181     |
| Франція French Albums Physiques (SNEP)       | 87      |
| Німеччина German Albums (Offizielle Top 100) | 23      |
| Шотландія Scottish Albums (OCC)              | 12      |
| Іспанія Spanish Albums (PROMUSICAE)          | 96      |
| Швейцарія Swiss Albums (Schweizer Hitparade) | 11      |
| Велика Британія UK Albums (OCC)              | 34      |
| Велика Британія UK Independent Albums (OCC)  | 4       |

## Учасники запису
Відомості взяті з анотацій обкладинки альбому.

### Музиканти
- Бонні Тайлер — вокал
- Род Стюарт — основний вокал (2)
- Кліф Річард — основний вокал (7)
- Френсіс Россі — вокал (5), гітари (1, 3, 5)
- Девід Макей — продюсування (всі треки), перкусія (2-3, 7-8, 12-13), бек-вокал (4), струнні (7), програмування ударних (11, 14), клавішні (1), акустична бас-гітара (3), бас-гітара (4, 10), фортепіано (6, 10), синтезатори (4, 7, 13), бек-вокал (3)
- Річард Коттл — перкусія (1, 4), клавішні (2, 11-12), саксофон (2, 13), тенор-саксофон (3, 9), бас (6), синтезатори (6)
- Лоуренс Коттл — бас (2, 5, 11-12), тромбон (2-3, 9), електробас (3), синтезатори (4)
- Кевін Данн — бас-гітара (1, 13), гітари (13)
- Міріам Стоклі — бек-вокал (1, 4, 7-8)
- Боб Дженкінс — ударні (1, 8, 13)
- Рей Рассел — гітари (1)
- Боб Хафф — гітари (1, 12-13)
- Френсіс Россі — гітари (1, 3)
- Джефф Вайтгорн — гітари (2-3, 7, 11-12)
- Леон Кейв — барабани (2, 5, 12)
- Міріам Грей — бек-вокал (2)
- Клер Макінерні — баритон-саксофон (2-3, 9)
- Нікол Томсон — тромбон (2-3, 9)
- Том Волш — труба (2-3, 9)
- Адам Лінслі — труба (2-3, 9)
- Дез Шилдс — ударні (3), бек-вокал (3), додаткова перкусія (11, 14)
- Браян Кедд — бек-вокал (3)
- Пол Хірш — клавішні (5)
- Емі Ньюхауз-Сміт — бек-вокал (5)
- Емі Водж — бек-вокал (6, 10-11)
- Алекс Тофф — ударні (7)
- Метт Прайор — гітари (7, 10)
- Ян Стюарт Лінн — фортепіано (8), струнні (8, 10), бас (8), синтезатори (10)
- Стюарт Емерсон — перкусія (9), бек-вокал (9)
- Лоррейн Кросбі — бек-вокал (9)
- Том Моррісон — гітари (14), клавішні (14), бас (14), програмування ударних (14)
- Клаудіо Корона — орган (14)

### Технічний персонал
- Девід Макей — запис, зведення, мікшування
- Джеррі Стівенсон — мастеринг.

### Дизайн
- Patchwork Associates; Джекі Кемпбелл, Кеті Етерінгтон та Філ Россітер - дизайн обкладинки
- Тіна Корхонен — фотографія

## Історія релізу
| Країна          | Дата            | Формат                  | Лейбл    | Прим.  |
| --------------- | --------------- | ----------------------- | -------- | ------ |
| Франція         | 15 березня 2019 | CD цифрове завантаження | earMUSIC | [ 20 ] |
| Німеччина       | 15 березня 2019 | CD цифрове завантаження | earMUSIC | [ 21 ] |
| Італія          | 15 березня 2019 | CD цифрове завантаження | earMUSIC | [ 22 ] |
| Іспанія         | 22 березня 2019 | CD цифрове завантаження | earMUSIC | [ 23 ] |
| Велика Британія | 22 березня 2019 | CD цифрове завантаження | earMUSIC | [ 24 ] |
| США             | 12 квітня 2019  | CD цифрове завантаження | earMUSIC | [ 25 ] |
| Канада          | 12 квітня 2019  | CD цифрове завантаження | earMUSIC |        |